# مراتش
مراتش (به چکی: Mrač) یک منطقهٔ مسکونی در جمهوری چک است که در ناحیه بنشوو واقع شده‌است.